# 津田志郎
津田 志郎（つだ しろう 1945年10月5日 - ）は、実業家。元ボーダフォン日本法人（現・ソフトバンクモバイル）会長。神奈川県出身。
2001年から2004年までNTTドコモ副社長を務め、当時の立川敬二社長の後継として、社長就任の新聞辞令が出たが、親会社であるNTTが津田を「NTTグループからの独立派」と警戒し難色を示したとされ、結局津田はドコモ子会社のドコモエンジニアリング社長となる。
ドコモエンジニアリング社長就任から僅か2ヵ月後の2004年8月に退任、ライバル企業のボーダフォンに転籍し同年12月1日付で社長兼CEOに就任、衝撃の人事といわれた。しかし業績低迷で僅か4ヵ月で会長に異動。
2006年のソフトバンクによるボーダフォン買収に伴い、取締役を退任した。2007年よりクラウディアン（旧・ジェミナイ・モバイル・テクノロジーズ）相談役を務める。

## 略歴
- 1945年10月5日 - 神奈川県に生まれる。
- 1970年 - 慶應義塾大学大学院工学研究科卒
- 1970年 - 日本電信電話公社入社
- 1990年 - 日本電信電話株式会社 (NTT) 移動体通信事業部担当部長就任
- 1992年 - エヌ・ティ・ティ移動通信網（現NTTドコモ）に転籍
- 2001年  - NTTドコモ副社長就任
- 2004年6月  -ドコモエンジニアリング社長就任
- 2004年8月 - ドコモエンジニアリング社長退任
- 2004年8月16日 - ボーダフォン日本法人のCEOになることが発表に。同日付で執行役就任
- 2004年12月1日 - ボーダフォン代表執行役社長兼CEO就任
- 2005年2月7日 - 社長兼CEOを退任し会長になることが発表される
- 2005年4月1日 - ボーダフォン代表執行役会長就任
- 2006年4月4日 - 取締役退任発表。ボーダフォンを去ることに
- 2007年  - ジェミナイ・モバイル・テクノロジーズ相談役
- 2012年  - ジェミナイ・モバイル・テクノロジーズ社名変更に伴い、クラウディアン相談役